# Bacardi Breezer

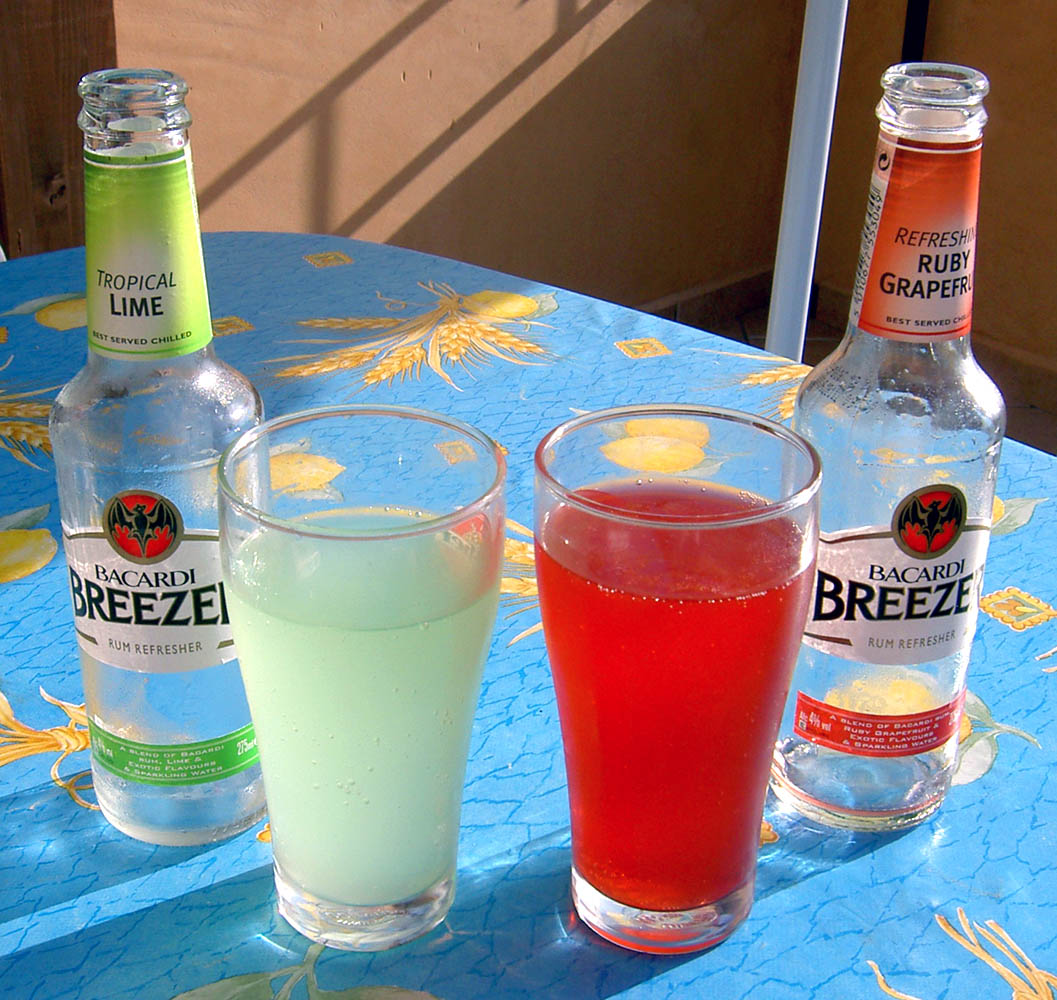
Bacardi Breezer

Bacardi Breezer (рус. Бакарди Бризер) — слабоалкогольный смешанный напиток (алкопоп), производимый фирмой Bacardi с 1980-х годов.

## Общие сведения
Появился на рынке продаж в 1987 году. Bacardi Breezer готовится на базе рома и фруктовых соков-добавок. В различных странах содержание алкоголя в напитке отличается друг от друга. Так, в Австралии оно ограничено 2,4 %, в европейских странах это 4 %, в Индии — 4,8 %, в Канаде — 5 %. Фруктовые соки используются самые разнообразные: апельсин, кокос, малина, клубника, клюква, арбуз, лимон, ежевика, гранат, манго, персик, ананас, яблоко, грейпфрут. Выпускается также Bacardi Breezer с шоколадным вкусом. Для розничной продажи напиток разливается в стеклянные бутылки ёмкостью в 0,275 и 0,33 ml. Основными потребителями данного вида алкоголя, в силу его низкого содержания и сладкого фруктового вкуса являются молодёжь от 18 лет, в первую очередь девушки. В некоторых странах, например в Германии с 2008 года, продажи этого вида алкогольных напитков ограничены. В США, в связи с запретом продажи спиртных напитков лицам в возрасте до 21 года, Bacardi Breezer также не пользуется популярностью. Сам же данный коктейль в силу своей специфики (относительно низкое содержание алкоголя, приятный сладкий фруктовый вкус) является довольно коварным в употреблении и зачастую приводит к его неумеренному употреблению молодыми людьми бесконтрольно, что приводит к тяжёлым отравлениям алкоголем.
Bacardi Breezer особенно популярен в Великобритании (с 1993 года), Дании, Нидерландах, Австралии, Канаде, Израиле, Индии. Широко продаётся он также в Китае. В Индии Bacardi Breezer является ведущим по продажам в данной категории слабоалкогольных напитков. В Таиланде Bacardi Breezer выпускается также на основе виноматериалов. Новый подобный слабоалкогольный продукт на основе фруктовых соков производится фирмой Bacardi под наименованием Breezer Spritzed.

## Дополнения
- Rohrer, Finlo; Castella, Tom de (2013-07-31). «The quiet death of the alcopop». BBC News. Retrieved 2020-08-03.